# L'equalitzador (sèrie de televisió de 1985)
L'equalitzador (títol original en anglès: The Equalizer) fou una sèrie de televisió estatunidenca de thriller d'espionatge, emesa originalment a la CBS del 18 de setembre de 1985 al 24 d'agost de 1989 i co-creada per Michael Sloan i Richard Lindheim. Va estar protagonitzada per Edward Woodward com un agent d'intel·ligència jubilat amb un passat misteriós, que utilitza les habilitats de la seva antiga carrera per exigir justícia en nom de persones innocents que es troben en circumstàncies perilloses, alhora que de vegades també tracta amb persones del seu passat en operacions encobertes que volen tornar-lo a entrar o saldar comptes antics. TV3 la va emetre durant la dècada del 1990.
Se'n va fer una pel·lícula el 2014 i una seqüela el 2018, ambdues amb Denzel Washington com a Robert McCall, que van anar seguides d'una nova adaptació per a la televisió el 2021 (protagonitzada per Queen Latifah com Robyn McCall) i d'una tercera pel·lícula, prevista inicialment per ser estrenada a finals del 2022 i posposada finalment pel setembre del 2023.

## Repartiment
- Edward Woodward com a Robert McCall
- Keith Szarabajka com a Mickey Kostmayer
- Robert Lansing com a Control
- Mark Margolis com a Jimmy
- William Zabka com a Scott McCall
- Chad Redding com a Sergent Alice Shepard
- Richard Jordan com a Harley Gage
- Maureen Anderman com a Pete O'Phelan
- Ron O'Neal com a Tinent Isadore Smalls
- Irving Metzman com a Sterno
- Steven Williams com a Tinent Jefferson Burnett
- Robert Joy com a Jacob Stock
- Melissa Sue Anderson com a Yvette Marcel
- Eddie Jones com a Tinent Brannigan
- Ray Baker com a Dana
- Joe Morton com a Carter Brock
- Charles Cioffi com a Tinent Kramer
- Earl Hindman com a Tinent Elmer
- Saul Rubinek com a Jason Masur
- Austin Pendleton com a Jonah